# Analyse appliquée du comportement
Pour les articles homonymes, voir ABA.
L'analyse du comportement appliquée, siglée ABA, en anglais applied behavior analysis, se définit comme la science dans laquelle les techniques dérivées du béhaviorisme sont appliquées systématiquement afin d'améliorer des comportements socialement significatifs, et dans laquelle l'expérimentation est utilisée pour identifier les variables explicatives du comportement.
L'analyse appliquée du comportement a remplacé la modification du comportement (behavior modification) car cette dernière approche tentait de changer le comportement sans clarifier les interactions sous-jacentes avec l'environnement. Au contraire, l'ABA essaie de changer le comportement en évaluant et en mesurant préalablement la relation fonctionnelle entre le comportement visé et l'environnement, partant du principe fondamental du comportement opérant, à savoir qu'un comportement est causé ou entretenu par son environnement. Cette approche cherche très souvent à développer des comportements de remplacement qui ont la même fonction que le comportement problématique.
L'ABA est aujourd'hui la méthode préconisée par la Haute Autorité de santé, à la suite d'une recommandation de bonne pratique de 2012, dans la prise en charge d'enfants et adolescents ayant des troubles du spectre de l'autisme au regard de la preuve de son efficacité (grade B).
L'ABA se déploie sur sept[Combien ?] dimensions:
1. Appliquée : elle étudie des comportements sociaux importants pour le sujet et non pas n'importe quel type de comportement ;
2. Comportementale : elle implique une mesure précise du comportement existant à améliorer et de documenter le changement effectif de ce comportement ;
3. Analytique : elle démontre le contrôle de l’occurrence et la non occurrence du comportement ; cela signifie que la relation fonctionnelle est démontrée ;
4. Opérationnelle : elle documente toutes les procédures utilisées de manière suffisamment complète et détaillée pour permettre la réplication ;
5. Efficace : elle améliore le comportement de manière suffisante pour produire des résultats pratiques pour le participant/patient/client ;
6. Générale : les changements de comportement qu'elle provoque sont durables dans le temps, apparaissent dans d'autres environnements ou s'étendent à d'autres comportements.

L'analyse appliquée du comportement est très souvent confondue, surtout en France, avec les méthodes de prises en charge de l'autisme. Or si l'analyse appliquée du comportement est intensivement utilisée pour aider les autistes, en particulier les jeunes enfants, l'ABA déborde largement du champ de traitement de l'autisme et des troubles envahissant du développement, ou TED. 
Réciproquement, la prise en charge de l'autisme intègre des éléments de la psychologie du développement, l'orthophonie, la psychologie sociale, des médicaments, et ne se résume pas à l'analyse appliquée du comportement.

## Histoire

### Skinner et l'analyse expérimentale du comportement
À la fin des années 1930, Skinner découvre le comportement opérant et fonde l'EBA (experimental behaviour analysis) ou analyse expérimentale du comportement jetant les bases du béhaviorisme moderne. Skinner mène ses expériences dans son laboratoire d'Harvard, exclusivement sur des pigeons ou des rats dont il cherche à modifier le comportement dans des dispositifs expérimentaux, appelées aujourd'hui boites de skinner.
Il publie en 1953 « Science et comportements humains » dans lequel il envisage l'application du béhaviorisme à l'éducation ainsi qu'à la psychothérapie.

### Naissance de l'ABA
L'article de Fuller publié en 1949 est le premier à décrire l'application des techniques du conditionnement opérant à un être humain dans laquelle l'action de lever le bras chez un adolescent avec un retard mental important est conditionnée.
Au cours des années 1950 et 1960, de nombreux chercheurs utilisent les méthodes expérimentales béhavioristes développées en laboratoire avec des animaux afin de déterminer si elles s'appliquent également aux humains. Par exemple, Sid Bijou cherche à définir les principes béhavioristes opérant avec des jeunes enfants, Baer examine les effets des punitions, fuite et évitement sur des enfants de maternelle, Demyer et Ferster mènent une approche systématique des principes béhavioristes avec des enfants autistiques.
Le début formel de l'ABA est situé en 1959 avec la publication d'un article de Ayllon et Michael intitulé « L'infirmière psychiatrique en tant qu'ingénieure comportementale » (The pyschiatric nurse as behavioral engineer). Durant les années 1960, de nombreux chercheurs essayèrent d'appliquer les techniques d'analyse comportementale développées jusque-là en laboratoire dans des environnements usuels et quotidiens. Cette transposition ne fut pas simple et donna lieu à la mise au point de méthodes spécifiques à l'analyse appliquée du comportement.
En 1968 fut créé le Journal of Applied Behavior Analysis. Dans le premier numéro de la revue, fut publié un article fondateur de la discipline de Baer, Wolf et Risley : “Some current dimensions of Applied Behavior Analysis” (« Quelques dimensions actuelles de l'Analyse appliquée du comportement »).

## Concepts de base

### Comportement
Même si les termes de mouvement et d'activité renvoient à la notion de comportement, il est impératif de définir clairement ce qui relève du béhaviorisme et donc de l'ABA de ce qui ne fait pas partie de son domaine d'étude. Ainsi, le « comportement » des cours de bourse ne fait pas partie du périmètre d'étude de l'ABA. En revanche, se déplacer dans son agence bancaire et remplir un ordre de vente en bourse est un comportement au sens du béhaviorisme.

Skinner a initialement défini le comportement comme : « le mouvement d'un organisme ou de ses parties dans un cadre de référence fourni par l'organisme ou par différents objets ou domaines extérieurs. ». Sur cette base, le comportement au sens béhavioriste est défini aujourd'hui ainsi :
Le comportement d'un organisme est la portion d'interaction de cet organisme avec son environnement qui se caractérise par le mouvement détectable dans l'espace au passage du temps d'une partie de cet organisme et qui se traduit par un changement mesurable d'au moins un aspect de cet environnement.
L'analyse appliquée du comportement s'intéresse de plus exclusivement aux comportements sociaux qui sont une partie des comportements définis ci-dessus.

### Environnement
L'environnement est ce dans quoi le comportement s'effectue et qui est affecté par le comportement. Il est important de noter que dans l'analyse béhavioriste seuls les événements tangibles et données matérielles font partie de l'environnement. Le psychisme ne fait pas partie de l'environnement par définition et choix épistémologique du béhaviorisme. Cela dit, il peut inclure d'autres parties du corps ou de l'organisme : sa peau, ses yeux etc. 

### Stimulus
Le stimulus est une partie de l'environnement dont le changement affecte l'organisme. Les stimuli peuvent être décrits: formellement par leurs caractéristiques objectives matérielles, de manière temporelle selon qu'ils interviennent avant ou après le comportement ou fonctionnellement par leurs effets sur le comportement.

### Renforcement et punition
Voir la section sur le sujet dans l'article Comportementalisme.

### Opérant discriminé et la contingence à trois termes (discriminated operant and three-term contingency)
En plus d'établir une relation entre le comportement et ses conséquences, le conditionnement opérant établit également une relations entre les antécédents et les comportements. Ainsi, l'Analyse Appliquée du Comportement cherche à formuler le comportement étudié sous la forme de AB-à cause de-C ou pour le dire autrement : il existe une relation entre le comportement (B) et son environnement ou contexte (A) à cause des conséquences (C). Plus précisément, cette relation AB à cause de C montre que la relation s'est établie au travers de conséquences antérieures à l'observation, dans des contextes similaires. Cette formulation est appelée la contingence à 3 termes. Un comportement qui est observé fréquemment en présence d'une condition antécédent, est appelé un opérant discriminé (discriminated operant). Le stimulus antécédent est appelé un stimulus discriminant (SD).
Le fait que l'opérant discriminé n'apparaît qu'en présence du stimulus disciminant illustre le contrôle du stimulus. De plus en plus, le contrôle est analysé en termes de probabilité élevée ou faible d’apparition du comportement. Ces conditions sont appelées « événement déclencheur » (Setting event), « opérations établissantes » (Establishing operations) ou « opérations motivantes » (Motivating opetations).
La sonnerie du téléphone est un bon exemple de stimulus discriminant. La sonnerie du téléphone est l'antécédent ou contexte (A), le comportement opérant est le fait de décrocher le téléphone (B) et la conséquence est que s'établit une discussion avec la personne au bout de la ligne qui a appelé (C). Nous décrochons le téléphone car il y a une personne à l'autre bout de la ligne et non pas uniquement parce que le téléphone sonne. Malgré tout, la sonnerie est le stimulus discriminant (SD). C'est parce que la discussion téléphonique n'a eu lieu dans le passé qu'à la suite de la sonnerie, que celle-ci contrôle le comportement de décrocher. Le contrôle a été transféré au stimulus discriminant (la sonnerie).

## Démarche de l'analyse appliquée du comportement
Une intervention d'analyse appliquée du comportement comporte 4 phases :
- le cadrage ;
- l'analyse pour déterminer la fonction du comportement ;
- l'intervention pour modifier le comportement ;
- l'évaluation de l'efficacité de l'intervention.

### Le cadrage
Le cadrage a pour fonction:
- d'identifier le comportement à modifier ;
- mesurer ce comportement.

#### Identification
L'analyse appliquée du comportement ayant pour objectif d'améliorer des comportements socialement importants il est crucial de correctement définir le comportement à améliorer. Le comportement doit être défini de manière objective. Ainsi, dire qu'un enfant est « indiscipliné » ou « immature » n'est pas la description d'un comportement contrairement à « mord les enfants qui s'approchent » ou « hurle et frappe dès qu'il lui est demandé d'accomplir telle ou telle tâche de la vie quotidienne comme se laver les mains ou s'habiller ».

#### Mesure

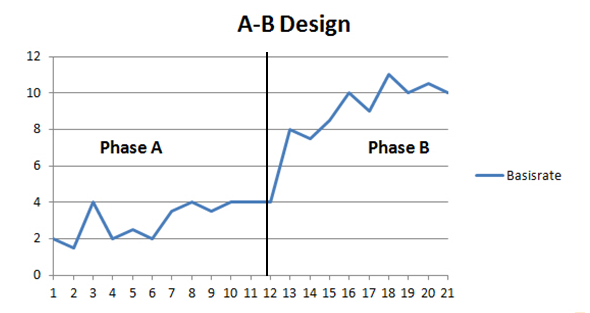
Graphique fictif mesurant l'efficacité d'un stimulus appliqué durant la phase B uniquement. Le temps est représenté sur l'axe horizontal tandis que le nombre d'occurrences du comportement est représenté sur l'axe vertical.

Le comportement doit être mesuré afin de permettre une approche objective et scientifique. Le comportement peut être mesuré de différentes manières : 
- la fréquence d'apparition sur une période de temps donnée ;
- la durée du comportement ;
- la latence ou délai d'apparition par rapport au stimulus ou autres ;
- la topographie ou forme du comportement ;
- la force ;
- la localisation.

Ces mesures sont généralement mises sous forme de graphiques afin de faciliter l'interprétation et l'identification des variables de l'environnement qui influent ou contrôlent le comportement.

### L'analyse fonctionnelle du comportement, ouFunctional Behavioral Analysis(FBA)
Le principe du béhaviorisme est qu'un comportement a une fonction. Il sert à la personne qui le met en œuvre. La recherche et la démonstration de l'existence d'une relation fonctionnelle entre un comportement socialement important et les variables qui le contrôlent est un aspect crucial de l'analyse appliquée du comportement.

#### Rôle de l'analyse fonctionnelle du comportement
À cet égard, l'analyse du comportement fournit des hypothèses concernant la fonction ou but du comportement. Cette analyse répond à la question : pourquoi le comportement apparaît. L'analyse du comportement vise à identifier les antécédents et les renforcements du comportement ciblé afin de permettre de définir un plan d'intervention pour modifier ledit comportement.
En effet, l'hypothèse fondamentale de toute la théorie du béhaviorisme opérant, démontrée par des recherches et études sur plusieurs décennies, est qu'un comportement a un objectif et a une fonction pour le sujet, même si celle-ci n'est pas consciente. Le comportement est déclenché par un stimulus de l'environnement ou antécédent afin d'obtenir ou éviter une conséquence. Ainsi, un enfant qui conteste et devient agressif  verbalement lorsqu'il lui est demandé d'accomplir une tâche de la vie quotidienne, cherche souvent à éviter d'accomplir la tâche demandée, mais cela peut également lui permettre d'obtenir l'attention d'un adulte.
Identifier les variables et stimuli de l'environnement qui déclenchent et maintiennent le comportement problématique est rarement simple et évident. C'est le rôle de l'analyse du comportement.
Les fonctions possibles d'un comportement sont soit d'obtenir quelque chose, soit de l'éviter ou y échapper. Un analyste comportementale se pose généralement la question : « À quoi sert ce comportement ? » pour ensuite définir spécifiquement son intervention.

#### Principales fonctions d'un comportement
On considère que les principales fonctions d'un comportement sont : 
- le renforcement social positif (l'attention) ;
- le renforcement positif par le tangible comme l'obtention de nourriture, ou d'un objet souhaité ;
- le renforcement positif automatique (l'autostimulation) ;
- le renforcement social négatif (l'échappement).

#### Utilisation pour définir un plan d'intervention comportementale
L'analyse fonctionnelle du comportement est la base de l'intervention comportementaliste car elle identifie les variables de l'environnement qui contrôlent un comportement et ainsi permettent de modifier ces variables pour modifier le comportement lui-même. Ainsi que l'a écrit Skinner :
Contrôlez l'environnement et vous verrez de l'ordre apparaître dans le comportement. 
Ainsi par exemple, un jeune enfant renverse son assiette et jette la nourriture par terre durant les repas. Sa mère intervient lorsqu'elle s'en rend compte, se met en colère et gronde l'enfant, lui faisant la morale et le punissant. L'analyse fonctionnelle du comportement peut permettre d'identifier l'objectif poursuivi par l'enfant comme étant d'obtenir de l'attention et du temps de sa mère. Ainsi, l'hypothèse est que la colère, les cris et les punitions de la mère sont le renforceur qui contrôle le comportement en permettant à l'enfant d'obtenir ce qu'il souhaite. Sur cette base, le comportementaliste va alors travailler avec la mère pour qu'elle renforce des comportements non problématiques lors des repas chez l'enfant qui se substitueront au comportement problématique.

### Techniques de modification du comportement

#### Mise en forme ou shaping
La mise en forme (ou shaping) en anglais est la démarche de systématiquement et différentiellement renforcer des approximations successives du comportement à instaurer. Cette démarche est utilisée couramment pour faire acquérir de nouveaux gestes et comportements à un élève. Ainsi un professeur de piano met en forme lorsqu'il apprend à l'élève à jouer avec 2 doigts d'une seule main, puis de rajouter une note de l'autre main, puis apprendre à déplacer les mains sur le clavier, puis l'indépendance main gauche-main droite, puis jouer de plus en plus vite les 2 mains ensemble etc. L'accomplissement de chaque étape est renforcé par le professeur.

Skinner dans Science et comportement humain explique le concept avec une analogie :
Le conditionnement opérant met en forme le comportement comme un sculpteur met en forme un bloc d'argile... Le produit final a une unité ou intégrité spéciale de conception, mais nous ne pouvons trouver un point à partir duquel c'est soudainement apparu. Dans un même sens, un opérant n'est pas quelque chose qui apparaît pleinement développé dans le comportement de l'organisme. C'est le résultat d'un processus continu de mise en forme (shaping). p. 91
Chacune des approximations est établie au moyen du renforcement différentiel. Le renforcement différentiel est défini comme une procédure dans laquelle le renforcement n'est donné que pour des réponses qui possèdent une des formes, dimensions ou qualités préalablement définies. Chaque comportement approximatif est renforcé en tant qu'étape vers le comportement à apprendre. Au fur et à mesure de l'apprentissage,le renforcement n'est plus donné que pour une approximation plus proche du comportement souhaité.
Par exemple, le port de lunettes chez un enfant autistique est mis en forme en renforçant différentiellement les comportements suivant : toucher les lunettes, prendre les lunettes dans sa main, mettre les lunettes sur sa figure, mettre en place les lunettes devant les yeux.

#### Chaînage
Une chaîne de comportement est une séquence spécifique de réponses discrètes associées à un stimulus condition particulière. Chaque réponse discrète et le stimulus associé constituent un maillon de la chaîne. Lorsque les maillons sont liés les uns aux autres, il y a constitution d'une chaîne de comportement qui produit un résultat final. Chaque réponse d'un maillon de la chaîne crée un stimulus réponse qui sert à son tour de stimulus discriminant pour la réponse du maillon suivant. Chaque stimulus qui lie deux maillons de la chaîne a deux fonctions : il est à la fois un renforcement et un stimulus discriminant.
Par exemple, un pigeon dans un environnement expérimental est mis devant un signal bleu, qui change en rouge lorsque le pigeon picore du bec. Une fois le signal en rouge, le pigeon presse une pédale qui fait passer le signal en jaune. Lorsque le signal est jaune, déplacer une barre change la couleur du signal en vert. Finalement, une fois le signal vert le picorage du bec a comme conséquence de délivrer des grains au pigeon. Le pigeon a progressivement appris la chaîne de comportement pour obtenir des graines.
Le chaînage est utile à plusieurs titres : 
- il permet d'accroître l'autonomie d'enfants atteints de TED dans des domaines de la vie quotidienne, qui sont un enchaînement de tâches. La maîtrise d'une chaîne de plus en plus complexe permet à des individus d'évoluer dans un environnement social au quotidien sans la supervision permanente d'adultes et d'agir par eux-mêmes ;
- la combinaison de chaînes permet d'accroître le répertoire de comportements sociaux disponibles à un individu en ajoutant des comportements à des chaînes de comportement existants.

#### Extinction
L'extinction se produit lorsqu'un comportement n'est plus renforcé alors qu'il l'était auparavant. Par conséquent, ledit comportement apparaît de manière moins fréquente dans le futur.
La mise en place d'une procédure d'extinction repose sur une analyse fonctionnelle du comportement préalable qui a permis d'identifier les renforceurs du comportement problématique. Ainsi, un enfant passe de longs moments à activer un interrupteur pour allumer et éteindre une lumière. Voir et commander l'alternance de lumière renforçant le comportement, débrancher l'interrupteur constitue une procédure d'extinction du comportement.
Une extinction est particulièrement efficace lorsqu'elle est combinée à l'apprentissage d'un CAFÉ (cf ci-dessous).

### L'intervention pour modifier le comportement

#### Inefficacité à long terme des stratégies de punition
Par définition, une punition diminue la fréquence d'apparition d'un comportement . Cependant, de nombreuses études ont montré qu'un comportement qui est uniquement puni, a une fréquence d'apparition qui diminue à court terme mais qui généralement réapparaît à long terme.
Les punitions suscitent de nombreuses controverses au sein de la communauté des psychologues, en particulier parce que la punition est associée à infliger des douleurs physiques, humilier ou appliquer des conséquences très aversives. Celles-ci sont à éviter. En particulier, des études ont montré que les punitions corporelles et châtiments physiques, outre qu'ils sont interdits dans de nombreux pays dont la France depuis 2016, sont d'autant plus inefficaces à long terme qu'ils sont sévères. Des études ont montré qu'ils ont potentiellement des effets négatifs à long terme s'ils sont sévères et récurrents avec notamment : une augmentation des comportements agressifs, une diminution de l'internalisation morale, une augmentation du risque de délinquance et des risques de problèmes psychologiques.
En revanche, le retrait de l'attention, dire « non ! », froncer les sourcils, l'exclusion temporaire, et le retrait de stimuli agréables, sont des punitions au sens béhavioriste du terme et ne posent pas de problèmes éthiques, tout en étant efficaces, surtout lorsqu'elles sont combinées avec des procédures de renforcement. C'est la combinaison d'une punition légère du comportement à modifier, avec le renforcement d'un comportement alternatif (voir ci-dessous, le « CAFÉ ») qui permet de modifier le plus rapidement le comportement,.

#### Apprentissage du «comportement alternatif fonctionnellement équivalent» (CAFÉ)

##### Identification du CAFÉ
La fonction du comportement problématique ayant été identifiée, la stratégie la plus efficace pour le modifier est de le remplacer par un « comportement alternatif fonctionnellement équivalent » (siglé CAFÉ), ou un comportement concurrent, ou comportement de remplacement. Ces comportements ont une fonction équivalente mais ne sont pas socialement problématiques.
Le CAFÉ se définit en termes pratiques, comme l'opposé positif du comportement problématique. Ainsi, le comportement problématique « interrompt le/la professeur et parle en classe » a pour opposé positif : « lève la main pour demander la parole et reste silencieux tant que le/la professeur ne lui a pas donnée ».

##### Renforcement du CAFÉ
Ayant identifié la fonction du comportement, les renforçateurs servant cette fonction sont choisis et utilisés systématiquement. Il faut de plus, éviter autant que possible de renforcer le comportement à modifier.
On parle alors de renforcement différentiel, qui renforce un comportement soit incompatible avec le comportement à modifier, soit un comportement alternatif. Cette procédure de renforcement du CAFÉ est la plus recommandée et considérée la plus efficace.
Ainsi dans l'exemple de CAFÉ donné précédemment, le professeur peut donner de l'attention systématiquement au fait que l'élève lève le doigt (renforcement positif) et exclure pour 1 minute toute manifestation intempestive (punition négative par suppression de tout renforcement), en mettant surtout l'accent sur l'attention positive au comportement recherché. L'objectif est que le CAFÉ remplace progressivement et élimine le comportement indésirable.

#### Évaluation de l'efficacité
Une mesure pendant et après l'intervention est menée afin de vérifier que le comportement a été objectivement et significativement modifié. Cette évaluation peut être refaite après un certain délai pour vérifier la stabilité de la modification du comportement dans le temps.

## Critiques de l'ABA
Depuis la fin des années 1980, l'approche ABA des TED a été critiquée par le Mouvement pour les droits des personnes autistes principalement aux États-Unis, qui revendique que l'autisme soit reconnu comme une différence et non comme une maladie.
L'ABA a fait l'objet de controverses. Le Guardian rapporte que les critiques au sein du mouvement des droits de l'autisme ont comparé cette approche au dressage de chiens en raison de son historique d'utilisation d'aversifs, tels que des décharges électriques, pour modifier le comportement des enfants. Liz Pellicano, directrice du Centre de recherche sur l'autisme et l'éducation à l'Institute of Education de l'université de Londres, déclare que l'affirmation « l'idéologie sous-jacente de l'ABA - rendre [les enfants autistes] indiscernables de leurs pairs » (au lieu d'accepter leurs différences) est éthiquement discutable et potentiellement dangereuse.